# Municipalità di Adelaide Hills
La municipalità di Adelaide Hills è una Local Government Area che si trova in Australia Meridionale. Essa si estende su una superficie di 795,08 chilometri quadrati e ha una popolazione di 39.852 abitanti. La sede del consiglio si trova a Woodside.